# Lithophyllum acanthinum
Lithophyllum acanthinum Foslie, 1907 é o nome botânico de uma espécie de algas vermelhas pluricelulares do gênero Lithophyllum, família Corallinaceae.
- São algas marinhas encontradas no Japão.

## Sinonímia
- Neogoniolithon acanthinum (Foslie) Adey, 1970